# Ruizterania ferruginea
Ruizterania ferruginea là một loài thực vật có hoa trong họ Vochysiaceae. Loài này được (Steyerm.) Marc.-Berti miêu tả khoa học đầu tiên năm 1969.